# Joseph Aiuppa
Joseph "Joey" Aiuppa, även känd som "Ha Ha", "Doves", "Mourning Doves", "Joey Doves" och "O'Brien", född som Joseph John Aiuppa den 1 december 1907 i Melrose Park, Illinois (en förstad till Chicago), död 2 februari 1997 i Elmhurst, Illinois (förstad till Chicago), var en amerikansk gangster och en av bossarna från det ökända Chicago Outfit där ledaren på 1920-talet var Al Capone. Han var en av ledarna i organisationen i flera decennier och var med och utpressade och lurade Las Vegas kasinon på flera miljoner dollar. Filmen Casino från 1995 är baserad på Aiuppas och dennes kamraters liv och affärer på 1970- och 80-talen i Chicago och Las Vegas. Han dömdes 1986 till 28 års fängelse för en rad olika brott under den eran. Han släpptes 1996 från fängelset, och avled året därpå.